# 三甲基硼
三甲基硼（TMB）是一种有毒、可自燃的气体，化学式B(CH3)3 (也可写成 Me3B，Me代表甲基)。

## 制备
三甲基硼可由三氯化硼气体和二甲基锌反应得到：
2 BCl3+3 Zn(CH3)2 → 2 B(CH3)3+3 ZnCl2
尽管它可以以格氏试剂为原料制得，但产物中存在溶剂产生的杂质。它也可由三甲基铝在己烷中和三溴化硼二丁醚溶液反应得到。
BBr3+Al(CH3)3=B(CH3)3+AlBr3